# Trichaphodius pseudoreichei
Trichaphodius pseudoreichei är en skalbaggsart som beskrevs av Zdzisława Stebnicka 1998. Trichaphodius pseudoreichei ingår i släktet Trichaphodius och familjen Aphodiidae. Inga underarter finns listade i Catalogue of Life.